# Tre sange opus 17
Tre sange is een compositie van Eyvind Alnæs. Het zijn drie liederen op tekst van drie verschillende dichters. De componist gaf zelf de eerste uitvoering van de liederen, hij begeleidde Cally Monrad (aan wie het werk is opgedragen). Plaats van handeling was de Brødrene Hals Sal in Christiania, 29 september 1904.
De drie liederen zijn:
1. Der du gjekk fyre (auteur: Aasmund Olavsson Vinje)
2. Sidste reis, somandsvise (auteur: Henrik Wergeland)
3. Jeg gaar i de zarteste vaarlangslers folge (auteur: Nils Collett Vogt)

Het eerste en tweede lied werd later door Alnæs georkestreerd.